# دراما كويتية
الدراما الكويتية على الرغم من صغر عمرها، إلى أنها في فترةٍ قصيرة استطاعت اكتساب عدد كبير من المشاهدين في الخليج و العالم العربي.
مذكرات بو عليوي أو يومياته التي كانت مسلسلاً إذاعياً، ثم أصبحت أول مسلسل صُوِر على التلفاز الكويتي عام 1964، كانت البداية ليستمتع جمهور الخليج بقائمة مسلسلات كويتية متنوعة ما بين الدراما، و الكوميديا، و قصص التراث و حكايات التاريخ، ليستمر صناع الدراما في الكويت على تقديم أعمال درامية عاشت تفاصيل الواقع الخليجي 

## نبذة
يظل سر نجاح الدراما الكويتية ظاهر إلى الآن رغم صغر عمرها، حيث لا يمكن مقارنتها بالدراما و السينما المصرية التي لها أكثر من مائة عام، و على الرغم من وجود العديد من الدراما العربية على الساحة الفنية، و أفضلها المصرية و السورية، تظل الدراما الكويتية بنكهتها المختلفة في قلوب و عقول المشاهد العربي، و هذا يظهر لنا أن الدراما الكويتية فعلاً نجحت رغم صغير عمرها، بل و إنها استطاعت منافسة جميع أنواع الدراما العربية الموجودة على الساحة العربية، و حصلت على لقب الدراما الأفضل بعد الدراما المصرية و السورية بشهادة الجميع، و هذا يعود إلى جهود العاملين بقطاع التمثيل من فنانين و مخرجين، لكونهم قد استطاعوا جعل الدراما الكويتية تسير بخطوات قوية و ثابتة إلى الأمام في فترة قصيرة بغض النظر عن المدة القصيرة التي تواجدت بها، و تظل التطلعات قائمة لتقديم المزيد من الأعمال الدرامية الرائعة، و للعلم أنها ما زالت إلى الآن تقدم أعمالاً تحترم عقل المشاهد، الذي يبحت دائمًا عن الأفضل، في ظل كثرة الإعلام و الفضائيات و التغيرات الجغرافية و السياسية الأخيرة التي حدثت في العالم العربي.